# 舒爾特山
73°35′S 163°50′E / 73.583°S 163.833°E
舒爾特山是南極洲的山峰，位於維多利亞地的博克格雷溫克海岸，屬於南十字山脈的一部分，處於斯圖爾特高地西南面9公里，由新西蘭探險隊以隨隊的地質學家命名。